# أرباد توث
أرباد توث (بالمجرية: Tóth Árpád) هو مترجم وشاعر مجري، ولد في 14 أبريل 1886 في أراد في رومانيا، وتوفي في 7 نوفمبر 1928 في بودابست في المجر بسبب سل.